# Lindholm Høje
Lindholm Høje är ett gravfält från yngre järnåldern och vikingatiden. Det är ett av Danmarks största bevarade gravfält. Gravfältet ligger norr om Limfjorden, där denna är smalast, vid Nørresundby i Ålborg, och består av över 700 olikformade stensättningar och stenkretsar, däribland skeppssättningar. Fynd från platsen utgörs av mynt, keramik, täljstensgrytor och torshammare av bärnsten. Det kanske finaste fyndet är ett litet spänne i Urnesstil. I anslutning till gravfältet finns idag ett museum. Platsen har fungerat som överfartsplats över Limfjorden mellan Vendsyssel och Jylland. Markens höjd över fjorden är 42 m.

## Översiktlig beskrivning
På höjden finns flera hundra skeppssättningar och över 700 bevarade gravar, mestadels brandgravar. De äldsta gravarna är från år  500 och de yngsta från omkring år 1100. Även en tillhörande landsby i området har grävts ut. I slutet av vikingatiden blev hela området övertäckt av flygsand, vilket har varit en fördel för bevarandet av gravfältet. Gravplatsen blev utgrävd i sin helhet 1952–1958 och därefter fredad 1960. Arkeologen Oscar Marceen ledde den omfattande utgrävningen. De stora mängderna sand, som avlägsnades, fraktades med tippvagnar på bana till nordsidan av höjden. 15-20 personer arbetare arbetade med utgrävningen.
Fröken Augusta Zangenberg, en ivrig amatörarkeolog i slutet av 1800-talet, var förmodligen den första som förstod att platsen hyste ett betydelsefullt fornminne. Hon köpte området för 200 kr 1896, men innan köpet hade avslutats hade det vid utgrävningar under Zangenbergs ledning framkommit så många gravar att ägaren höjde priset till 2000 kr, och köpet gick om intet. 1898 blev området inköpt och satt med plantor av skogsägaren Lassen, som flyttat hem till Danmark från Brasilien. Han skänkte 1901 området till Nørresundby kommun.

## Gravfältet
Begravningsområdet ligger högt i området, som högst 42 meter över Limfjordens vattennivå. Efter de tidigaste begravningarna, som var jordbegravningar, började man att kremera de döda, och på 900-talet, förmodligen genom kristen påverkan, blev åter hela kroppsbegravningar vanligare. Gravarna var så kallade stensättningar, manliga gravar oftast öppna stensättningar i form av trianglar, kantade av konkava linjer (så kallade treuddar) eller senare av skeppssättningar, och kvinnors gravar i form av domarringar eller ovala stenkretsar.
De äldsta gravarna anlades på 400-talet e.Kr i slutet av romerska järnåldern, och de ligger högst uppe på hög höjd. De sista begravningarna ägde rum på 990-talet. Omkring 1100 täcktes området av sandflykt, vilket gjorde att gravfältet glömdes bort. Längre ner på sidan av kullen hittades en nyanlagd åker, men område uppslukades av en sandstorm. Spåren av arbetet bevarades och de visar att man använt en ny typ av plogar, vilket också vände jorden. Spåren visar att bönderna återvände till marken med plogen men sedan övergav den för gott. Sedan deponerades sand upp till fyra till fem meter på sina ställen över platsen. Senare, under medeltiden och modern tid, togs några av stenarna bort när de blottades av sandens rörelser och användes till byggändamål.

### En krigares grav
I en av de tidiga gravarna, nära toppen av kullen, begravdes en krigare på 600-talet, tillsammans med sin hund. Graven var omgiven av stenar, flintbitar placerades ovanpå och ett eneggat svärd placerades bredvid krigaren. Kvarlevorna av hundar hittades ofta i gravarna av 223 män och kvinnor.

## Museum
1992 öppnade Lindholm Høje Museum i nya byggnader som finansierades av  Aalborg Portland. Från år 2004 är museet en del av Nordjyllands Historiska Museum. Byggnaderna utvidgades 2008 med stöd av A.P. Møller och hustrun Chastine Mc-Kinney Møllers Fond till allmänna ändamål. Museet har en utställning med fynd från gravfältet och demonstrerar samtidigt hur livet och villkoren var under järnåldern och vikingatiden.

## Lokalhistorian som den skildras på museet

### Flintan som resurs
I slutet av den neolitiska perioden försattes området i en speciell, gynnsam ekonomisk situation på grund av dess geologiska förhållanden, mineraltillgångar och flinta. Norra Jylland består geologiskt av ett tjockt lager krita som deponerats i havet för mellan 71 och 65 miljoner år sedan, det vill säga kalksten överlagrad av sand som deponerats i slutet av istiden. I krita från marina organismer finns också utfällningar av kisel från döda kiselalger, som bildar flintnoduler. Under stenåldern spelade denna extremt viktiga råvara en viktig roll för invånarna i området. Först samlade de bitar som låg på ytan. De började senare gräva gruvor i kritan och kunde få mycket bättre kvalitet på kiselstenen från fasta avlagringar, inte skadade av vädrets erosion. Gruvdrift och bearbetning av flinta blev en viktig ekonomisk aktivitet. Huvudsakligen var det under senneolitikum då man tillverkade dolkar och vapen av flinta. Tiden namngavs till dolktid (dolkperioden på danska) mellan 2350 och 1700 f.Kr. Dessa vapen tillverkades som efterapningar av  dåtidens koppardolkar i södra Europa. Handeln blev stor eftersom det inte fanns någon lämplig flinta på stora delar av den skandinaviska halvön. Trafiken till och från Limfjordsregionen ökade. Enligt dagens båtexperiment skulle dåtidens fartyg kunna korsa Skagerrak eller Kattegatt på 15 timmar. Bara i Norge har det hittats 600 flintdolkar av jylländskt ursprung.

### Textil och metallhantverk
Senare förändringar skedde även på detta område. Ullvävning började användas, och kläder som tidigare tillverkats av djurskinn ersattes till stor del av textilier. Kopparn började användas särskilt till yxor, och senare metallbearbetning till brons började, och därmed var eran av flinta som dominerande vapen och verktygsmaterial över.
I slutet av bronsåldern, under järnåldern, i början av vår tideräkning blev klimatet i regionen betydligt blötare än tidigare (subatlantisk tid). Då bildades omfattande torvmossar i de högre belägna sänkorna. Deras dominerande vegetation i den näringsfattiga miljön var vitmossa. Dessa mossar användes  för kultändamål, för offer till gudarna. Många människooffer och avrättningar utfördes på sådana mossar, och mossliken bevarades i gott skick av våtmarken. Mänskliga kvarlevor från denna period kan ses på många museer i Danmark, inklusive Lindholm Høje-museet.

### Offer i mossarna
En trästaty från bronsåldern av en kvinnlig gudom hittades också i en av de gamla mossarna på heden, som arkeologerna tror avbildar Freja, även om det inte finns några bevis för att den faktiskt avbildar denna gud i senare nordisk mytologi. Offerföremålen som har hittats på myrarna i slutet av bronsåldern visar att kvinnornas ställning i samhället kom i förgrunden i samhället under denna period. Många rikt dekorerade kvinnliga bronssmycken hittades på dessa platser, och på en annan plats hittades sju långa kvinnliga hårflätor.

### Tidig järnålder
Museet presenterar också livet för invånarna i området i den tidiga järnåldern. Vid denna tid var husen och gårdarna änne mera spridda men de koncentrerades senare till större landsbyar. Befolkningen växte snabbt, och hundratals små byar bildades runt Limfjorden, och strax efter Kristi födelse var avståndet mellan bosättningarna mindre än en kilometer. Husen byggdes på torrare marker på kullar, men oftast nära vatten. Gårdarna producerade spannmål, och barnen vallade oftast boskapen. Födan var gröt av havre och bröd, mjölk, smör och ost eller mer sällan kött på bordet. Dessutom samlades vilda växter och bär in. Fisket var av vikt i byar närmare havet.

### Växande ekonomi och befolkning
I slutet av järnåldern, från 300-talet f.Kr., fortsatte befolkningen, ekonomin och handeln i området att växa. En by från tiden  mellan 400 och 700 år e.Kr. har grävts ut i en förort till Ålborg, med rester av minst 53 långhus och nästan 400 mindre grophus på cirka 12 kvadratmeter. De senare användes som verkstäder vid vissa tider på året, vanligtvis för ullvävning. De flesta bosättningarna vid Limfjorden, som bildades vid denna tiden, överlevde in i medeltiden.
På vikingatiden skedde stora förbättringar inom båtbyggnation av klinkbyggda fartyg. Sjötransporterna och krigföringen utvecklades fort. Limfjorden var ett mycket lämpligt vatten för grundgående fartyg. Det är känt från skriftliga källor att 1027 återvände Knut den store, kung av Danmark och England - från England med sin flotta till området. Museiutställningen presenterar många vikingaskepp i form av rekonstruktioner, modeller eller teckningar.
Utställningen avslutas med en presentation av skapandet av 1000-talets Alabu, dagens Ålborg. Staden bildades vid en permanent handelsplats, och kung Hardeknut II av Danmark har präglat mynt på platsen.